# Linea Arbatsko-Pokrovskaja
La linea Arbatsko-Pokrovskaja (in russo Арба́тско-Покро́вская ли́ния?) o linea 3, è una linea della metropolitana di Mosca. È stata cronologicamente la terza ad essere aperta e collega il grande quartiere Izmajlovo ad est di Mosca e il quartiere Strogino ad ovest con il centro della città. Conta 21 stazioni (e una temporaneamente chiusa) e, con i suoi 45,1 km, è la linea più lunga della rete.

## Storia
La storia dell'asse est-ovest è una delle più complesse della storia della metropolitana di Mosca, ed è parzialmente dovuta ai cambiamenti politici delle priorità. Nel 1935, quando aprì il primo tratto di metropolitana, fu costruito un ramo da Ochotnyj Rjad a Smolenskaja, che si estese poi fino alla Stazione ferroviaria Kievskij nel 1937.
Nel 1938 questo ramo divenne una linea separata, e fu inaugurato un tracciato di 3,2 km da Aleksandrovskij Sad alla stazione Kurskij. Durante la seconda guerra mondiale la costruzione della metropolitana non subì arresti, e nel 1944 fu aperto il ramo Pokrovsky con tre stazioni (Elektrozavodskaja fu aggiunta in seguito). La parte occidentale della linea fu estesa poi tre volte, una delle quali con una fermata temporanea, Pervomajskaja, all'interno di un nuovo deposito. Questa fu sostituita nel 1961 da altre due stazioni, e nonostante la linea fosse conosciuta per la ricca architettura stalinista, i design delle nuove stazioni gettarono le fondamenta dello stile che sarebbe rimasto in voga in tutti gli anni sessanta. La linea raggiunse l'attuale capolinea nel 1963 con l'estensione a Ščёlkovskaja.
La parte occidentale della linea ebbe una storia più complessa. Le stazioni originarie della prima tratta furono costruite sotto la superficie. Data la loro importanza nel centro di Mosca e il pericolo post-bellico della guerra nucleare, queste stazioni sarebbero state inutili come rifugio antiatomico. Per risolvere questo problema, si decise di costruire una sezione parallela più profonda vicino alla vecchia stazione, il che avvenne nel 1953.
La linea sarebbe poco stata progettata per essere estesa ad ovest verso il quartiere Fili, ma un altro cambiamento nella politica dei trasporti impedì l'estensione da quella parte. Nikita Chruščëv, dopo la visita negli Stati Uniti, fu impressionato dalla grande rete di metropolitane in superficie, e insistette nel promuovere l'idea della costruzione del ramo Filëvsky in superficie. Pertanto, nacque la Linea Filëvskaja, che fu aperta nel 1958 con le quattro stazioni originarie.
Pertanto, per quasi 40 anni non ci furono estensioni condotte sulla linea. Tutto questo cambiò negli anni ottanta, quando un nuovo piano generale pensò di correggere il cattivo esperimento della linea Filëvskaja, e dopo quindici anni di costruzione, nel 2003 aprì una nuova stazione, la più profonda della capitale russa.
La linea è molto conosciuta per la sua architettura, prevalentemente stalinista. Tra gli esempi presenti ci sono Ploščad' Revoljucii con i 72 gruppi sculturali di M.G. Manizer, Elektrozavodskaja, che è illuminata da 318 lampade a incandescenza e la semi-ellittica Arbatskaja, con il suo stile Barocco moscovita.

### Incidenti
Il 15 luglio 2014 una vettura della metropolitana ha deragliato nel tratto tra le stazioni Park Pobedy e Slavjanskij Bul'var. Tale incidente ha cagionato la morte di venti persone e il ferimento di oltre un centinaio di passeggeri.

### Cronologia
| Tratto                                                                | Data di apertura  | Lunghezza    |
| --------------------------------------------------------------------- | ----------------- | ------------ |
| Kievskaja—Aleksandrovskij Sad, staccatosi dalla Linea Sokol'ničeskaja | 13 marzo 1938     | 4 km         |
| Aleksandrovskij Sad—Kurskaja                                          | 13 marzo 1938     | 4 km         |
| Kurskaja—Partizanskaja                                                | 18 gennaio 1944   | 7,1 km       |
| Elektrozavodskaja                                                     | 15 maggio 1944    | N/A          |
| Ploščad' Revoljucii—Kievskaja                                         | 5 aprile 1953     | 3,9 - 4 km   |
| Partizanskaja—Pervomajskaja (vecchia)                                 | 24 settembre 1954 | 1,5 km       |
| Partizanskaja—Pervomajskaja (nuova)                                   | 21 ottobre 1961   | 3,8 - 1,5 km |
| Pervomajskaja—Ščёlkovskaja                                            | 22 luglio 1963    | 1,6 km       |
| Kievskaja—Park Pobedy                                                 | 6 maggio 2003     | 3,2 km       |
| Park Pobedy—Kuncevskaja                                               | 7 gennaio 2008    | 4,9 km       |
| Kuncevskaja—Krylatskoe staccatosi dalla Linea Filëvskaja              | 7 gennaio 2008    | 4,3 km       |
| Krylatskoe—Strogino                                                   | 7 gennaio 2008    | 6,6 km       |
| Strogino—Mitino                                                       | 26 dicembre 2009  | 6 km         |
| Mitino—Pjatnickoe Šosse                                               | 28 dicembre 2012  | ? km         |
| Totale                                                                | 22 stazioni       | 45,1 km      |

## Cambiamenti di nome
| Stazione      | Nome precedente                                   | Periodo   |
| ------------- | ------------------------------------------------- | --------- |
| Partizanskaja | Izmajlovskij Park Kultury i Otdykha imeni Stalina | 1944-1946 |
| Partizanskaja | Izmajlovskaja                                     | 1946-1962 |
| Partizanskaja | Izmajlovskij Park                                 | 1962-2005 |
| Izmajlovskaja | Izmajlovskij Park                                 | 1961-1962 |
| Semёnovskaja  | Stalinskaja                                       | 1944-1961 |

## Interscambi
| Linea                              | Stazione                           |
| ---------------------------------- | ---------------------------------- |
| Linea Sokol'ničeskaja              | Arbatskaja                         |
| Linea Zamoskvoreckaja              | Ploščad' Revoljucii                |
| Linea Filëvskaja                   | Arbatskaja, Kievskaja, Kuncevskaja |
| Linea Kol'cevaja                   | Kurskaja, Kievskaja                |
| Linea Kalininskaja                 | Kurskaja                           |
| Linea Solncevskaja                 | Park Pobedy                        |
| Linea Serpuchovsko-Timirjazevskaja | Arbatskaja                         |
| Linea Ljublinskaja                 | Kurskaja                           |
| Anello centrale di Mosca           | Partizanskaja                      |

## Materiale rotabile
La linea è servita dal deposito Izmailovo (nº3) e conta 43 treni da sette carrozze. Tradizionalmente, nessun treno assegnato alla linea era nuovo di fabbrica, e gran parte del materiale rotabile consisteva di vecchi modelli di treni che le altre linee avevano dismesso; i convogli in servizio sono dei modelli Ezh, Ezh1, Em-508 ed Em-509.

## Eventi recenti e sviluppi futuri

### Ramo occidentale
Nel 1953, dopo la chiusura delle stazioni in superficie tra Ploščad' Revoljucii e Kievskaja e la loro sostituzione con le stazioni in profondità, dovettero iniziare le estensioni verso ovest. Tuttavia, l'ispirazione di Nikita Chruščëv durante la visita della Metropolitana di New York fermò tutti i lavori e furono riaperte le stazioni in superficie creando un tracciato verso ovest, che creò la Linea Filëvskaja. Nonostante la costruzione delle stazioni in superficie fu così veloce da raggiungere i quartieri occidentali di Mosca alla metà degli anni sessanta, il clima invernale russo si fece sentire pesantemente nella gestione della Linea Filëvskaja.
Inoltre, negli anni ottanta, furono costruiti i quartieri di Strogino e Mitino, che rimasero isolati e la loro popolazione dovette spostarsi con linee di autobus e tram verso le stazioni Ščukinskaja e Tušinskaja della Linea Tagansko-Krasnopresnenskaja. Questo fatto rese quest'ultima linea la più affollata della rete.
Dalla metà degli anni ottanta, fu chiara la necessità della complessa ricostruzione per risolvere il problema della parte occidentale di Mosca. Dovevano iniziare tre progetti separati di sviluppo; dato che la linea Arbatsko-Pokrovskaja aveva un traffico di passeggeri relativamente basso, si decise di compiere l'ammodernamento in modo da far aumentare l'afflusso di utenti. Per la prima parte, la linea avrebbe seguito il viale Kutuzovskij con tre stazioni, per poi collegarsi alle stazioni occidentali della Linea Filëvskaja e continuare verso Strogino e Mitino. I lavori iniziarono alla fine degli anni ottanta, per l'apertura della prima stazione (futuro punto di trasferimento con la linea radiale Solncevsko-Mjtishchenskaja) da aorure all'inizio degli anni novanta. Tuttavia, la prima stazione non fu aperta fino al 2003 (Park Pobedy) e l'apertura delle altre dye (Minskaja e Slavjanskij Bul'var) fu posticipata; l'ultima delle due stazioni è prevista per il giugno 2008.
Nel 1989 fu completata la prima parte del progetto, con l'estensione a Krylatskoe. In seguito, nel 2003, fu aperta la stazione più profonda del sistema, Park Pobedy; nel 2007 ha riaperto la stazione Kuncevskaja, dopo essere stata ridisegnata e nel 2008 aprirà Slavjanskij Bul'var; le stazioni della linea Filëvskaja Molodëžnaja  e Krylatskoe sono state annesse alla linea Arbatsko-Pokrovskaja raddoppiando la loro lunghezza e anche il carico di utenti. Contemporaneamente, saranno completate le due stazioni dopo Strogino, che si troveranno in un tunnel per la metropolitana ma anche per le automobili.
Prima dell'attuale capolinea Strogino, verrà costruita una stazione intermedia, Troice-Lykovo. La stazione Strogino e il segmento successivo, saranno raggiunte dal ramo Stroginskij della Linea Kalininskaja.

### Ramo orientale

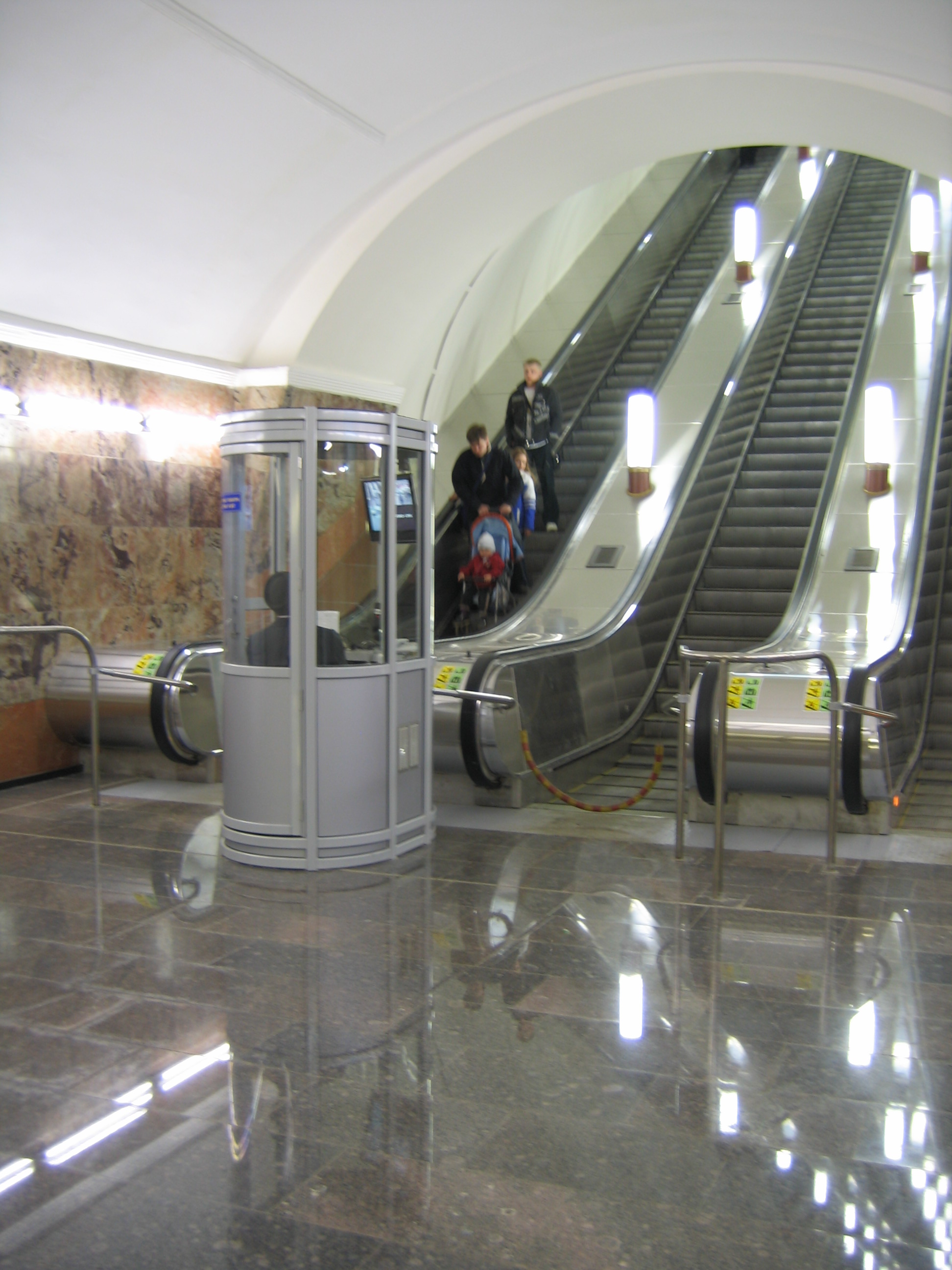
Nuove scale mobili a Semёnovskaja

Gran parte delle stazioni sono datate e alcune furono costruite durante gli anni quaranta; la loro età si mostra chiaramente nell'aspetto e nelle tecnologie in funzione, come ad esempio le scale mobili. Nel maggio 2005, la stazione Semёnovskaja fu chiusa per un anno per sostituire le vecchie scale mobili e per rinnovare totalmente l'ingresso. Elektrozavodskaja fu chiusa nel maggio 2007 e riaprirà nel 2008 per lo stesso motivo. Tutte le stazioni in profondità del ramo Pokrovskiy devono ancora essere equipaggiate con un secondo ingresso in superficie; la stazione più affollata, Baumanskaja, sarà probabilmente la prima ad essere sottoposta al rinnovamento: con un secondo ingresso, alla stazione potrà essere evitata la chiusura. Partizanskaja è in superficie e non ha scale mobili, pertanto non è necessaria la chiusura in caso di lavori.
Oltre ai lavori di ammodernamento, sono state progettate nuove stazioni sulla linea. Nel 1938, sulla prima tratta della linea tra Kurskaja e Ploščad' Revoljucii, furono effettuati progetti per due future stazioni, chiamate Pokrovka e Maroseika. Quest'ultima in particolare, è molto importante, dato che faciliterebbe il trasferimento diretto alla stazione Kitaj-Gorod con le linee Kalužsko-Rižskaja e Tagansko-Krasnopresnenskaja. L'apertura delle nuove stazioni non è considerata una priorità, nonostante all'apertura della stazione Strogino il traffico dei passeggeri abbia richiesto la costruzione di nuove stazioni.
All'estremità orientale della linea, è in progetto una nuova stazione, Goljanovo. La stazione Ščёlkovskaja è stata ristrutturata, con la sostituzione delle vecchie piastrelle in ceramica con moderni pannelli in alluminio.